# مينينديز بيلايو (محطة مترو أنفاق مدريد)
مينينديز بيلايو (بالإسبانية: Menéndez Pelayo)‏ هي محطة مترو أنفاق في مدريد في إسبانيا، تقع على الخط رقم 1.